# Sigfrido I di Stade
Sigfrido I (prima del 929 – dopo il 961) fu conte di Stade, probabilmente assieme al fratello Enrico I di Stade.

## Biografia
Era figlio di Lotario II, conte di Stade e Swanhild di Sassonia, fratello di Enrico I il Calvo, conte di Stade.
Dopo la morte del padre Lotario nella battaglia di Lenzen, la contea di Stade fu governata da Wichmann I il Vecchio e dai suoi figli, che controllavano una forza di cavalleria relativamente grande (diverse centinaia di cavalieri) sulla riva sinistra dell'Elba. Nel 955 i figli di Wichmann, Wichmann II il Giovane ed Egberto il Guercio, si ribellarono contro Ottone I, allora re di Germania, e la contea di Stade tornò alla famiglia di Lotario. Sigfrido ed il fratello Enrico I compaiono nelle Res Gestae Saxonicae di Vitichindo di Corvey, in cui viene detto che aiutarono il margravio Ermanno Billung contro il nipote Wichmann II il Giovane, predecessore di Enrico nel governo della contea.
Sigfrido e suo fratello costruirono il castello di Harsefeld che fu convertito in usi religiosi per l'arcidiocesi di Brema sotto il dominio del figlio di Enrico e poi in un'arciabbazia benedettina nel 1104.
L'unico riferimento a Sigfrido come conte è in un documento di Ottone datato 23 aprile 961, ed è possibile che Sigfrido e suo fratello fossero co-governanti in quel momento. Non è noto se Sigfrido fosse sposato o avesse dei figli. Il successivo conte di Stade conosciuto fu il figlio di Enrico, Enrico II il Buono, che governò la contea fino alla sua morte nel 1016.

## Ascendenza
|                      |   |                      | Genitori          |  |  | Nonni |  |  | Bisnonni |  |  | Trisnonni |  |
|                      |   |                      |                   |  |  |       |  |  | …        |  |  | …         |  |
|                      |   |                      |                   |  |  |       |  |  | …        |  |  | …         |  |
|                      |   | …                    |                   |  |  |       |  |  | …        |  |  |           |  |
| Lotario I di Stade   |   |                      |                   |  |  |       |  |  | …        |  |  |           |  |
|                      |   | …                    | …                 |  |  |       |  |  |          |  |  |           |  |
|                      |   | …                    | …                 |  |  |       |  |  |          |  |  |           |  |
|                      |   | …                    | …                 |  |  |       |  |  |          |  |  |           |  |
| Lotario II di Stade  |   | …                    |                   |  |  |       |  |  |          |  |  |           |  |
|                      |   | Liudolfo di Sassonia | Bruno di Sassonia |  |  |       |  |  |          |  |  |           |  |
|                      |   | Liudolfo di Sassonia | Bruno di Sassonia |  |  |       |  |  |          |  |  |           |  |
|                      |   | Liudolfo di Sassonia | Gisla di Verla    |  |  |       |  |  |          |  |  |           |  |
| Oda di Sassonia      |   | Liudolfo di Sassonia |                   |  |  |       |  |  |          |  |  |           |  |
|                      |   | Oda Billung          | …                 |  |  |       |  |  |          |  |  |           |  |
|                      |   | Oda Billung          | …                 |  |  |       |  |  |          |  |  |           |  |
|                      |   | Oda Billung          | …                 |  |  |       |  |  |          |  |  |           |  |
| Sigfrido I di Stade  |   | Oda Billung          |                   |  |  |       |  |  |          |  |  |           |  |
|                      | … | …                    |                   |  |  |       |  |  |          |  |  |           |  |
|                      | … | …                    |                   |  |  |       |  |  |          |  |  |           |  |
|                      | … | …                    |                   |  |  |       |  |  |          |  |  |           |  |
| …                    | … |                      |                   |  |  |       |  |  |          |  |  |           |  |
|                      |   | …                    | …                 |  |  |       |  |  |          |  |  |           |  |
|                      |   | …                    | …                 |  |  |       |  |  |          |  |  |           |  |
|                      |   | …                    | …                 |  |  |       |  |  |          |  |  |           |  |
| Swanhild di Sassonia |   | …                    |                   |  |  |       |  |  |          |  |  |           |  |
|                      |   | …                    | …                 |  |  |       |  |  |          |  |  |           |  |
|                      |   | …                    | …                 |  |  |       |  |  |          |  |  |           |  |
|                      |   | …                    | …                 |  |  |       |  |  |          |  |  |           |  |
| …                    |   | …                    |                   |  |  |       |  |  |          |  |  |           |  |
|                      |   | …                    | …                 |  |  |       |  |  |          |  |  |           |  |
|                      |   | …                    | …                 |  |  |       |  |  |          |  |  |           |  |
|                      |   | …                    | …                 |  |  |       |  |  |          |  |  |           |  |
|                      |   | …                    |                   |  |  |       |  |  |          |  |  |           |  |